# Zodiaks
Zodiaks (russisk: Зодиа́к, lettisk: Zodiaks på cd-genudgivelser angivet som Zodiac) var et space discoband, der eksisterede i 1980'erne i Lettiske SSR, en republik i det tidligere Sovjetunionen, og i de tidlige 1990'ere i Letland. Bandet var ekstremt populært i Sovjetunionen, og er blevet krediteret af kritikere som det sovjetiske svar på det franske band Space, der var populære på det tidspunkt.
Zodiaks blev dannet af Jānis Lūsēns mens han studerede komposition ved Letlands Statskonservatorium i Riga. De øvrige fire medlemmer af gruppen studerede på forskellige fakulteter ved samme konservatorium. Gruppens første grammofonplade "Disco Alliance" fra 1980 blev et hit af hidtil ukendte proportioner i hele Sovjetunionen, da et oplag på 20 millioner overgik alle tidligere rekorder for pladeudgivelser, en position der blev holdt i adskillige år.